# حمیر ناصر الاسماعیلی
حمیر ناصر الاسماعیلی (عربی: حمير ناصر الاسماعيلي؛ زادهٔ ۱۷ اکتبر ۱۹۵۳) بازیکن فوتبال اهل عمان بود.
او رئیس شرکت Overseas Group که یک شرکت مشاور سرمایه‌گذاری در سلطان نشین عمان است می‌باشد. اسماعیلی همچنین مدیر باشگاه ورزشی فنجاء است. او سه بار به عنوان رئیس باشگاه منصوب شد. یک بار از سال ۱۹۹۷ تا ۲۰۰۰ و بار دیگر از سال ۲۰۰۵ تا زمان استعفای وی در سال ۲۰۱۳ و همچنین از دسامبر۲۰۱۸ تاکنون.